# Ludvig 18. af Frankrig
Ludvig 18. af Frankrig (fransk: Louis XVIII) (17. november 1755 – 16. september 1824) var konge af Frankrig fra 1814 til 1824.
Han var bror til Ludvig 16. og Karl 10.. Ludvig, som bar titlen greve af Provence, forlod under Den Franske Revolution Frankrig i 1791 og opholdt sig forskellige steder rundt i Europa til 1814, hovedsagelig England. Fra Ludvig 17.'s død i 1795 var han kongehusets officielle tronprætendent og støttedes af den engelske regering.
Ved Napoleons fald 1814 indsattes han som fransk konge og godkendte under pres en meget beskeden form for demokrati og fordeling af jorden. Ved Napoleons tilbagekomst 1815 blev han atter fordrevet men genindsattes samme år efter slaget ved Waterloo. I sin regeringstid førte han en klog og forsigtig politik for ikke at udfordre de liberale kræfter, men kunne ikke helt styre højrefløjens forsøg på at skrue tiden tilbage til før 1789, hvad der bl.a. førte til repressalier mod republikanske kræfter i 1815 og intervention i Spanien 1823.